# Lista de museus e instituições culturais de Fortaleza
Essa é uma lista incompleta de museus e outras instituições culturais da cidade de Fortaleza.

## Museus
- Centro da Memória da SEFAZ

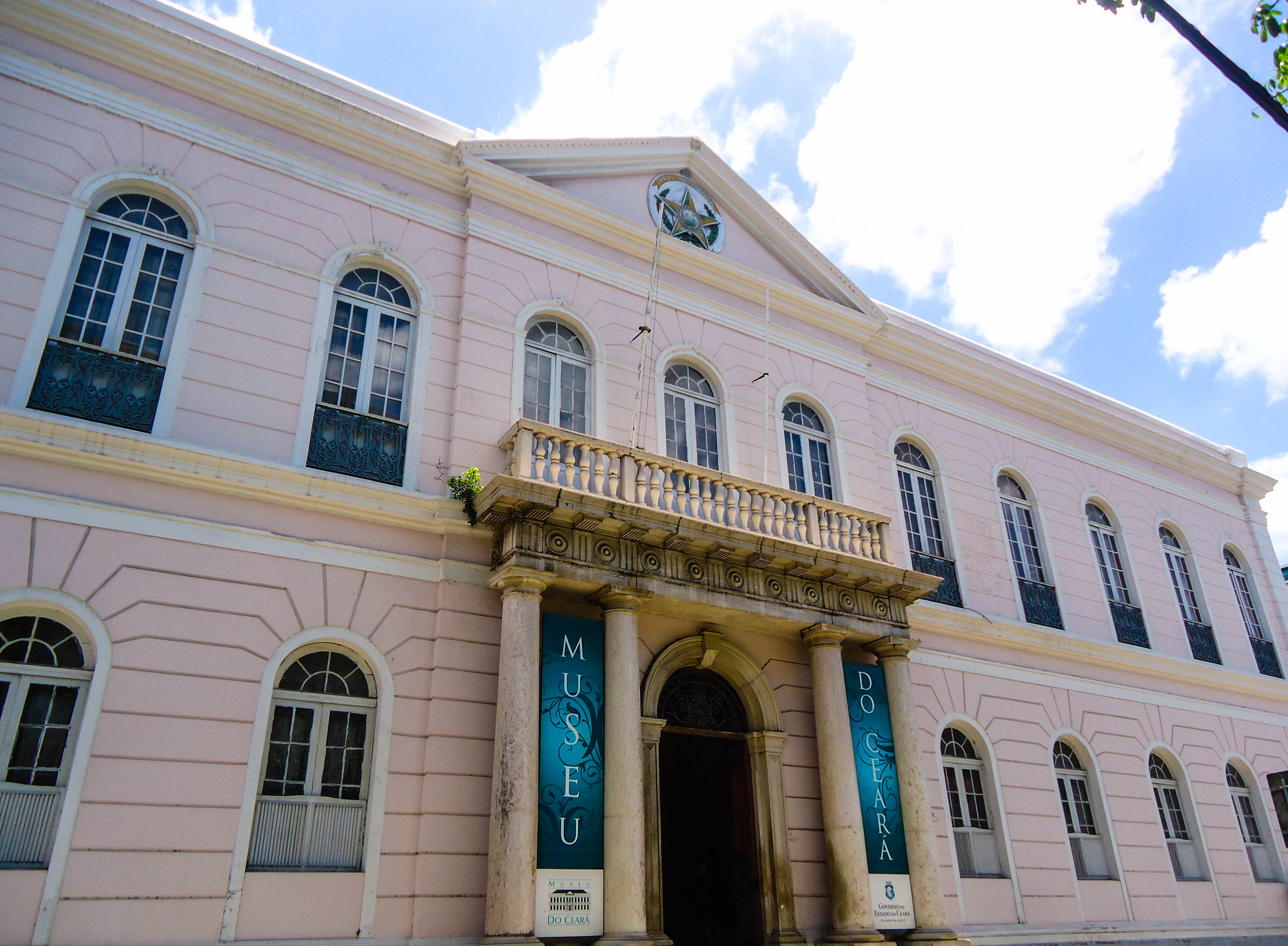
Museu do Ceará

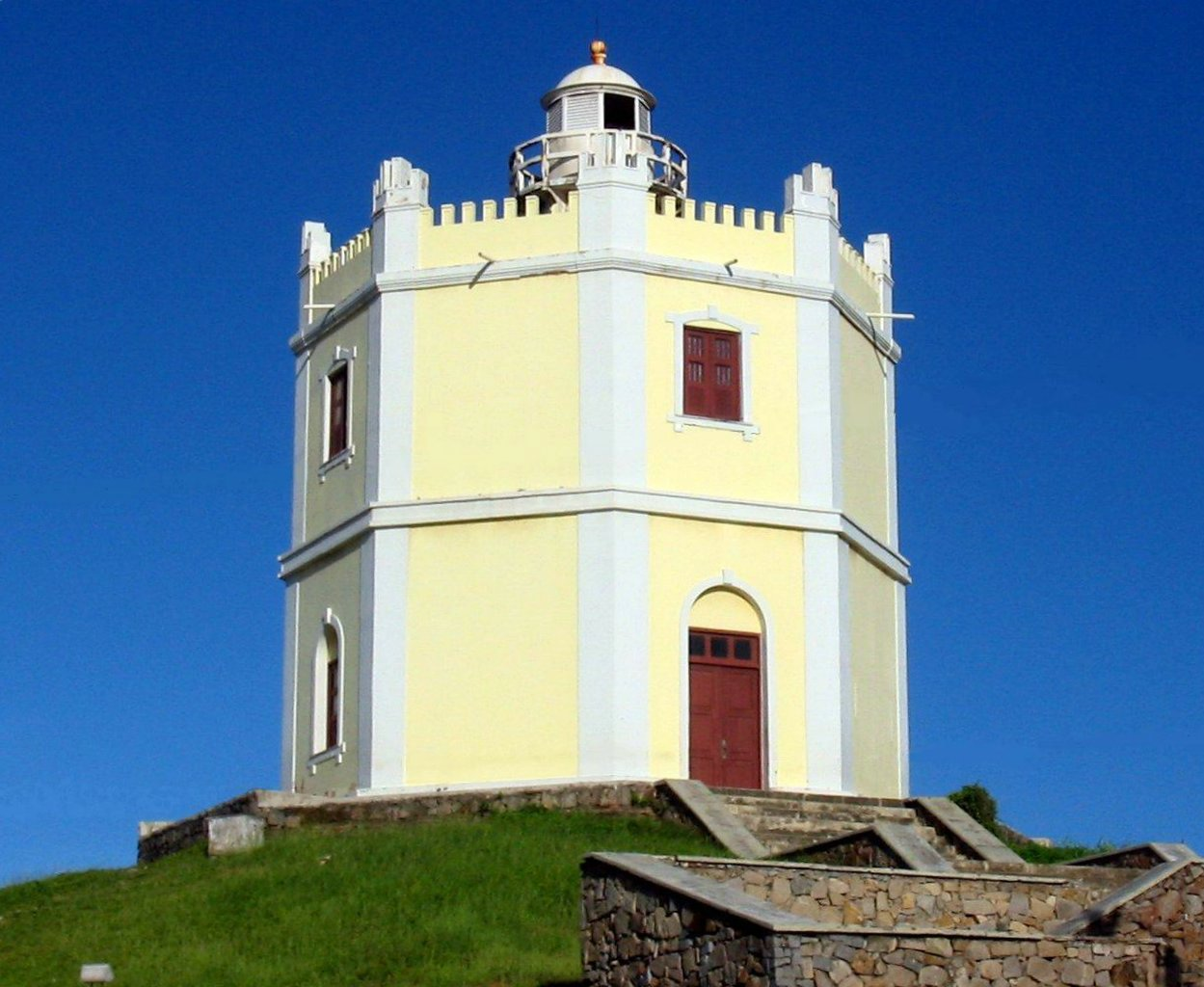
Farol do Mucuripe - Museu de Fortaleza.

- Centro de Preservação da História Ferroviária do Ceará
- Memorial da Cultura Cearense
- Memorial do Poder Judiciário do Estado do Ceará
- Memorial do Transporte
- Mini Siará (Museu de miniaturas)
- Mini Museu Firmeza
- Mini Museu Gaivota
- Museu Artur Ramos (Casa de José de Alencar)
- Museu Cearense da Comunicação (Arquivo Nirez)
- Museu da Boneca de Pano
- Museu da Escrita
- Museu da Imagem e do Som
- Museu da Indústria
- Museu da Loucura
- Museu da Motocicleta
- Museu da Receita Federal
- Museu das Secas (DNOCS)
- Museu de Arte Contemporânea do CDMAC
- Museu de Arte do Ceará
- Museu de Arte e Cultura Populares
- Museu de Arte da Universidade Federal do Ceará
- Museu de Fortaleza (Farol de Mucuripe)
- Museu de Minerais do Estado do Ceará
- Museu de Tecnologia de Combate à Seca
- Museu do Automóvel do Ceará
- Museu do Ceará
- Museu do Caju
- Museu do Humor Cearense
- Museu do Mangue
- Museu do Maracatu Cearense
- Museu e Phanteon do General Sampaio
- Museu da Fotografia Fortaleza

## Bibliotecas

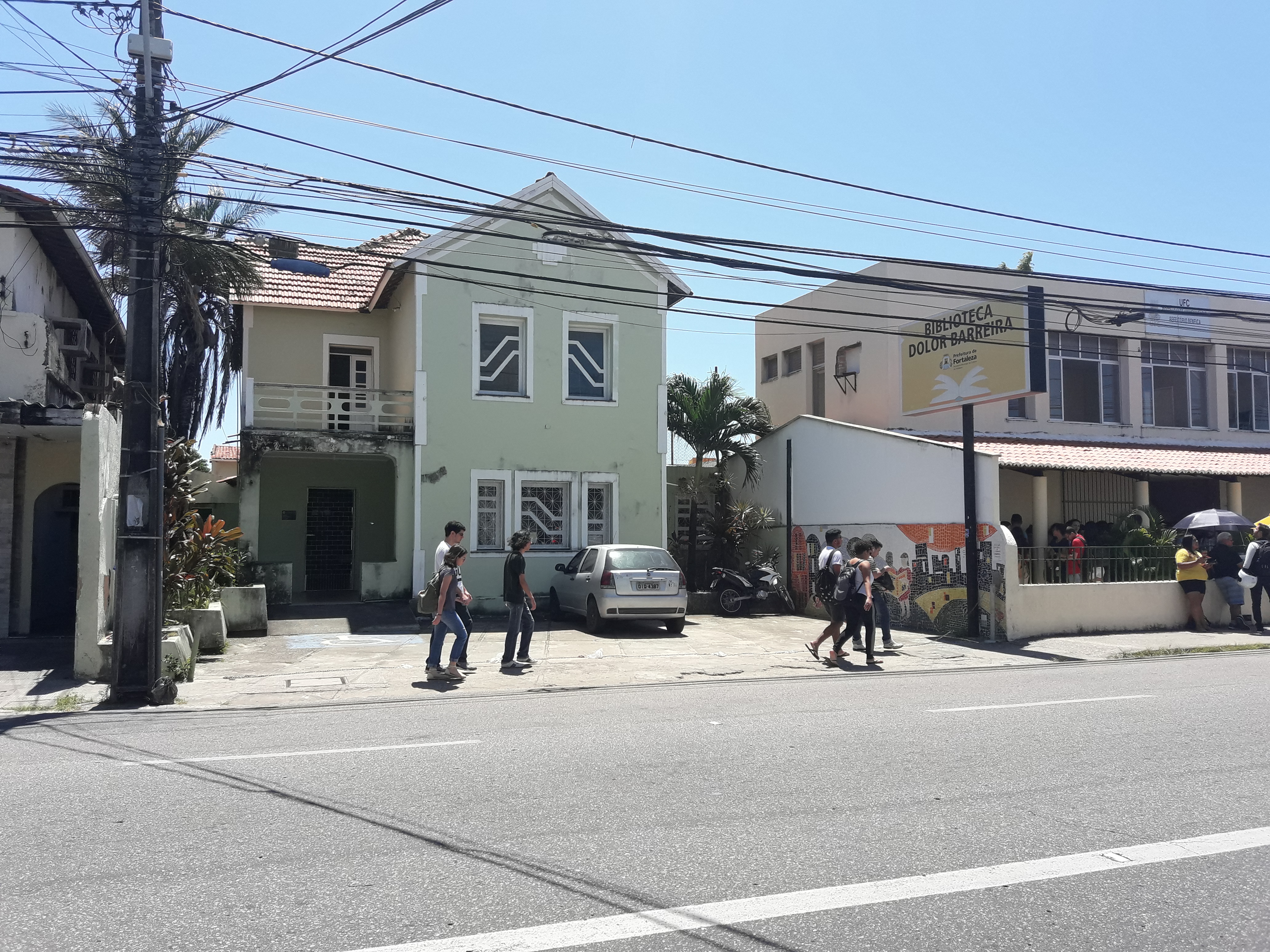
Biblioteca Dolor Barreira

- Arquivo Público do Estado do Ceará
- Biblioteca Central Teleceará
- Biblioteca Comunitária do Conjunto Ceará
- Biblioteca da UECE
- Biblioteca da UFC
- Biblioteca da UNIFOR
- Biblioteca do Instituto de Ciências Religiosas
- Biblioteca do Instituto do Ceará
- Biblioteca do SENAI
- Biblioteca do SESC
- Biblioteca LGBTT Arte de Amar
- Biblioteca Olga Barroso
- Biblioteca Pública Governador Menezes Pimentel
- Biblioteca Pública Municipal Dolor Barreira
- Biblioteca Rachel de Queiroz (FIC)

## Centros culturais
- Caixa Cultural Fortaleza
- Central de Artesanato do Ceará
- Centro Cultural Bom Jardim
- Centro Cultural Correios
- Centro Cultural Banco do Nordeste

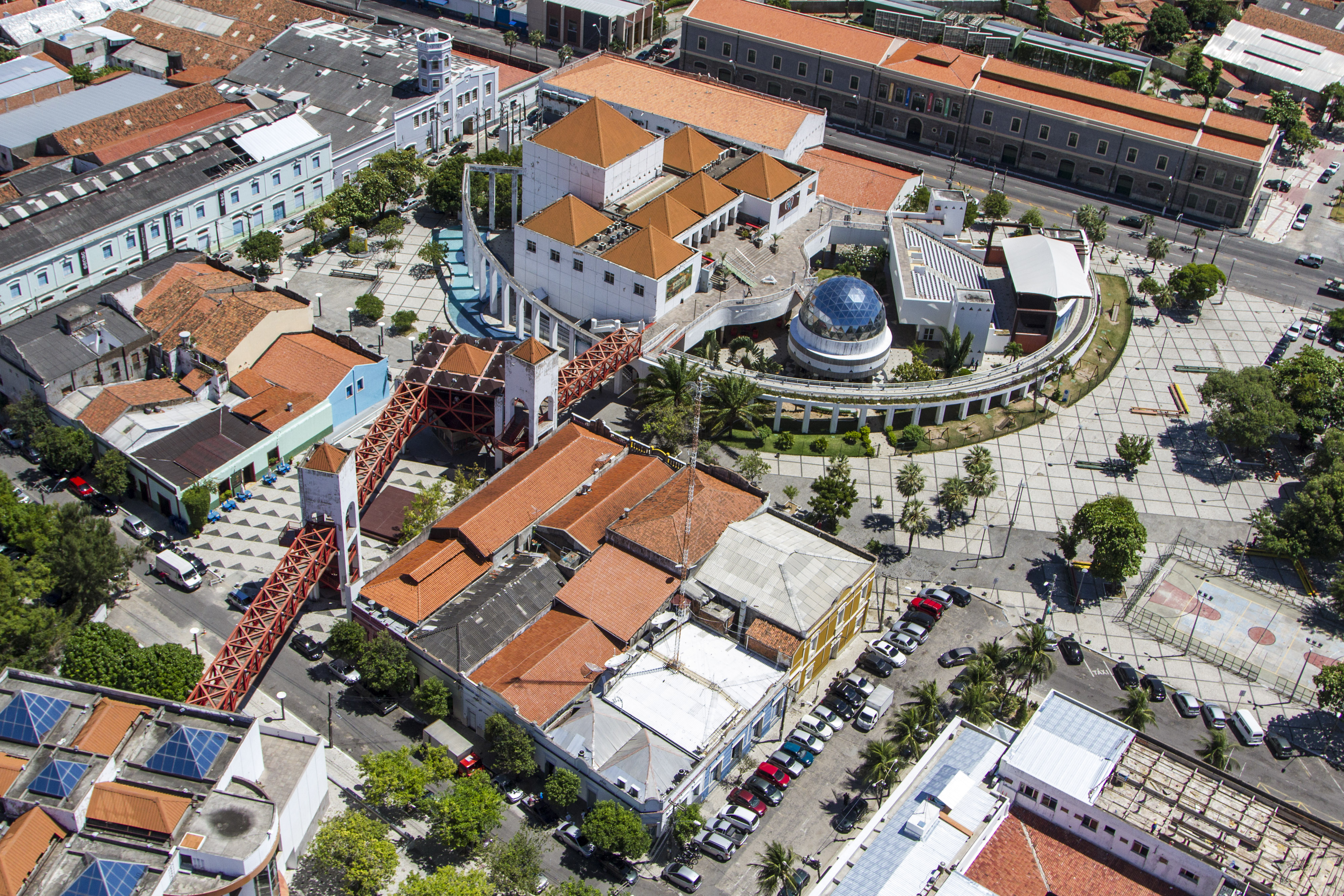
Centro Dragão do Mar de Arte e Cultura

- Centro Cultural Sesc Luiz Severiano Ribeiro
- Centro de Referência do Professor
- Centro Dragão do Mar de Arte e Cultura
- Rede CUCA
- Vila das Artes

## Teatros e outros palcos
- Anfiteatro do Parque do Cocó
- Anfiteatro Flávio Ponte
- Cine-Teatro São Luiz
- Concha Acústica da UFC
- Teatro Antonieta Noronha
- Teatro Arena Aldeota
- Teatro Carlos Câmara
- Teatro Chico Anysio
- Teatro Celina Queiroz
- Teatro do Ibeu
- Teatro da Praia
- Teatro Paurilo Barroso
- Teatro São José
- Teatro SESC Emiliano Queiroz

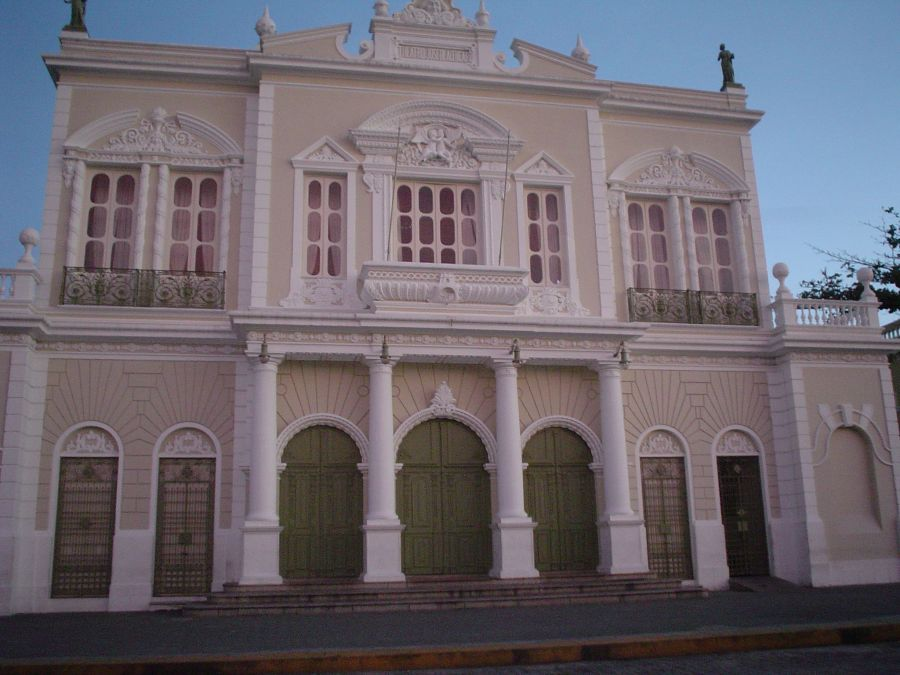
O Theatro José de Alencar é um dos locais mais importantes da cultura de Fortaleza.

- Teatro Universitário Paschoal Carlos Magno
- Teatro Via Sul
- Theatro José de Alencar
- Ceara Show

## Academias literárias e culturais
- Academia Cearense de Ciências
- Academia Cearense de Direito
- Academia Cearense de Engenharia

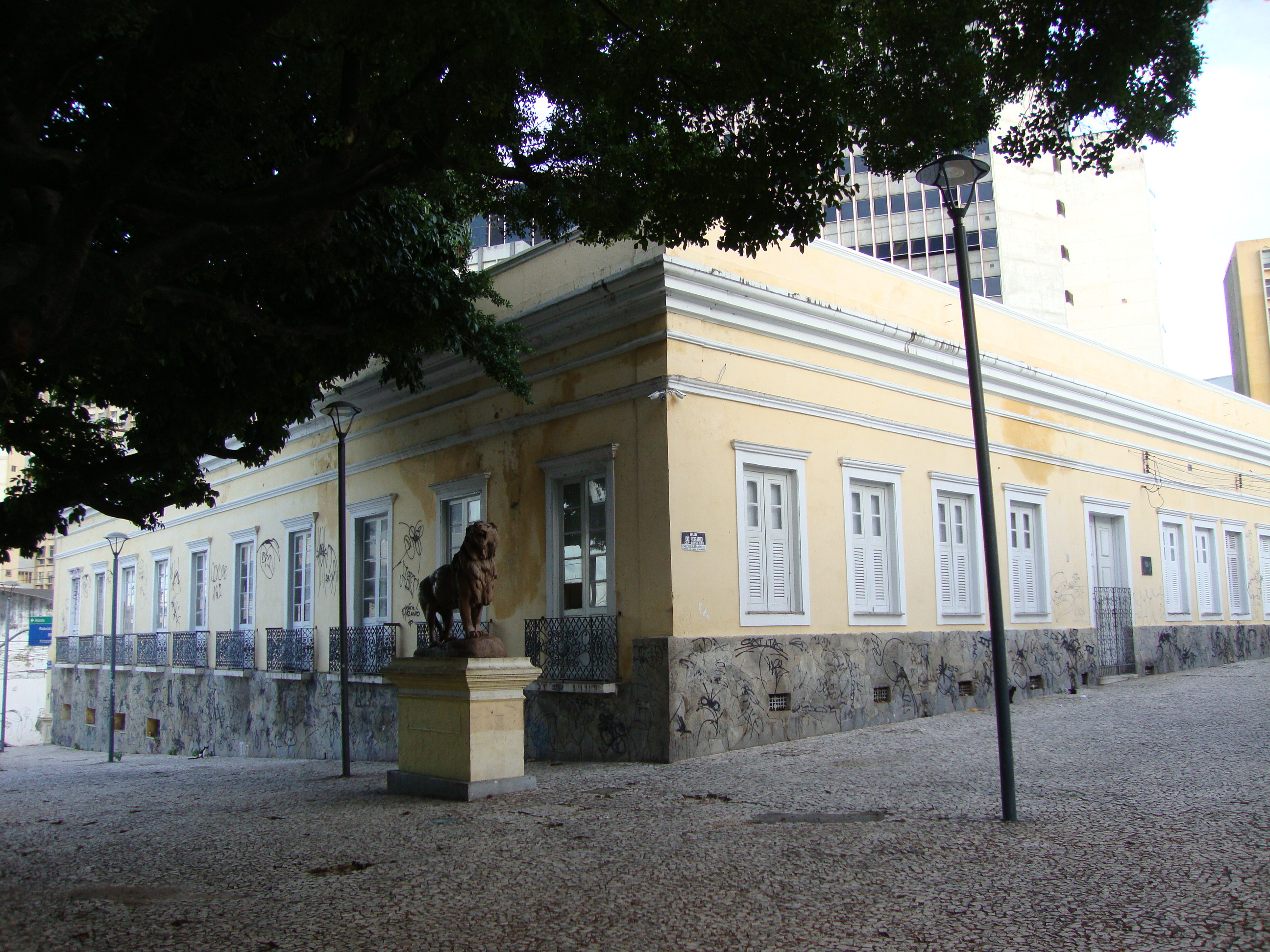
Palácio da Luz

- Academia Cearense da Língua Portuguesa
- Academia Cearense de Letras
- Academia Cearense de Letras Jurídicas
- Academia Cearense de Literatura e Jornalismo
- Academia Cearense de Matemática
- Academia Cearense de Medicina
- Academia Cearense de Médicos Escritores
- Academia Cearense de Odontologia
- Academia Cearense de Química
- Academia Cearense de Retórica
- Academia Cearense de Turismo
- Academia de Contabilidade do Ceará
- Academia de Letras e Artes do Ceará
- Academia Estadual de Segurança Pública do Ceará
- Academia Feminina de Letras
- Academia Fortalezense de Letras
- Academia Ipuense de Letras
- Associação Brasileira de Bibliófilos
- Associação Cearense de Imprensa
- Associação Comercial do Ceará
- Associação de Jornalistas Escritores do Brasil (seção Ceará)
- Casa Amarela Eusélio Oliveira
- Casa de Juvenal Galeno
- Conservatório de Música Alberto Nepomuceno
- Escola de Artes e Ofícios Thomaz Pompeu Sobrinho
- Fraternidade Cearense
- Instituto do Ceará (Histórico, Geográfico e Antropológico)
- Rotary Club de Fortaleza
- Seminário da Prainha
- Sobrado Dr. José Lourenço
- Sociedade Amigos do Livro
- Sociedade Brasileira dos Amigos da Astronomia
- Sociedade Cearense de Artes Plásticas
- Sociedade Cearense de Geografia e História
- União Brasileira dos Trovadores (seção Ceará)
- Universidade Federal do Ceará

## Outras instituições, lugares e monumentos

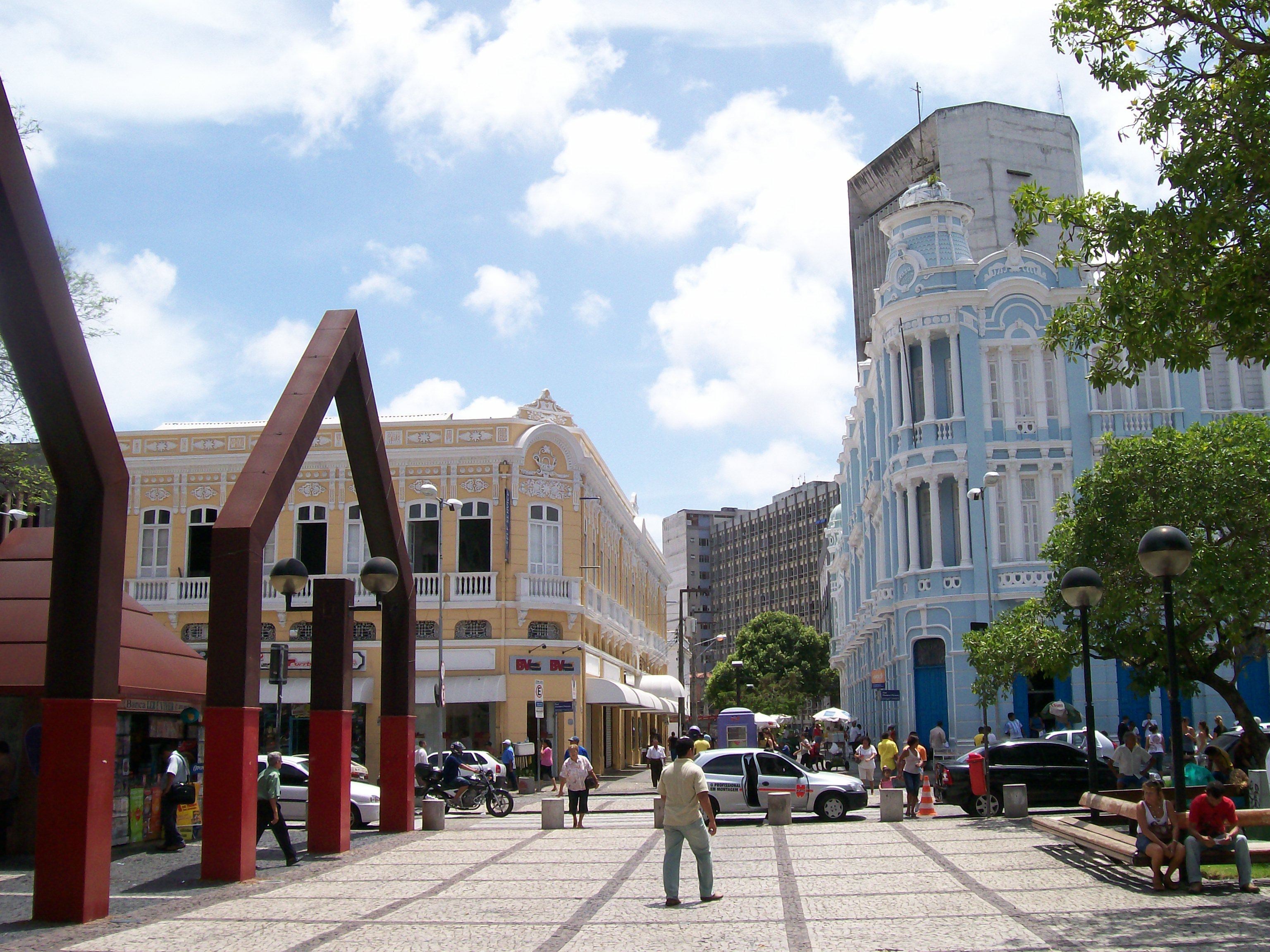
Praça do Ferreira

- Autódromo Internacional Virgílio Távora
- Avenida Beira Mar
- Avenida Monsenhor Tabosa
- Catedral Metropolitana de Fortaleza
- Centro de Convenções Edson Queiroz
- Centro de Eventos do Ceará
- Centro de Formação Olímpica do Nordeste
- Corredor Cultural do Benfica
- Estação João Felipe
- Estádio Governador Plácido Castelo
- Estádio Presidente Vargas
- Estoril
- Feira de Artesanato da Beira-Mar
- Fortaleza de Nossa Senhora da Assunção
- Ginásio Paulo Sarasate
- Iate Clube de Fortaleza
- Mercado Central de Fortaleza
- Mirante de Fortaleza
- Náutico Atlético Cearense
- Palácio da Abolição e Mausoléu Castelo Branco
- Palácio da Luz
- Palácio Deputado Adauto Bezerra
- Palácio do Bispo
- Parque Estadual do Cocó
- Parque Estadual Marinho da Pedra da Risca do Meio
- Parque Pajeú
- Reserva Ecológica da Sapiranga
- Planetário Rubens de Azevedo
- Ponte dos Ingleses
- Praça do Ferreira
- Praça dos Mártires
- Praça General Tibúrcio
- Praça José de Alencar
- Praça Portugal
- Santa Casa de Misericórdia de Fortaleza